# ビューティーブラックバス
ビューティーブラックバスは、JAM STATIONで配信されていたインターネットラジオ番組である。

## 配信期間
- 放送期間：2003年11月 - 月2回（10日頃・25日頃）
ただし、2007年9月を最後に更新が休止。2008年2月にページが削除されており、告知はなかったものの事実上の番組終了。

## パーソナリティ
- 2003年11月 - 2004年7月 : 阿澄佳奈[1]、黒河奈美
- 2004年7月 - 2005年11月 : 阿澄佳奈、葉月絵理乃、藤本教子
- 2005年12月 - 2007年3月 : 阿澄佳奈、藤本教子、中原日菜
- 2007年4月 - 2007年9月 : 阿澄佳奈、藤本教子、小久保史織